# Науменков, Олег Александрович
Олег Александрович Науменков (6 февраля 1948, Бухарест, Румыния — 28 февраля 2004, Уфа) — советский российский историк, доктор исторических наук, профессор кафедры зарубежной истории Башкирского государственного университета, заведующий кафедрой Новой и Новейшей истории БашГУ (1989—1999), исследователь партийно-политической истории Великобритании XIX в.

## Биография
Родился в Бухаресте (Румыния). В 1966 году поступил в Ленинградский государственный университет, на исторический факультет. Окончив университет в 1971 году, поступил в аспирантуру. В 1974 году защитил кандидатскую диссертацию «Современная буржуазная историография раздела Африки». В том же году начал преподавать в Башкирском государственной университете. В 1989 году был избран заведующим кафедрой Новой и Новейшей истории БашГУ. Возглавлял кафедру до 1999 года. С 1993 года — профессор.
В 1992 году защитил докторскую диссертацию «Становление и эволюция консервативной партии Великобритании в 1846—1886 годах: внутриполитический и идеологический аспекты».
Читал курс по новейшей истории стран Востока, спецкурсы по истории авторитарных и диктаторских режимов в Азии в XX в.
Возглавлял региональную организацию Британский клуб, ассоциацию исследователей британской истории. Был лектором Общества «Знание» БАССР.
Почетный работник высшей школы РФ (2002).
В Институте истории и государственного управления БашГУ проводится ежегодная научная сессия «Запад и Восток в глобальных трансформациях: история и современность», посвященная памяти О. А. Науменкова.

## Научная деятельность
Основная сфера интересов — политическая и партийная жизнь Англии во второй половине XIX в.
В своих работах О. А. Науменков сформулировал концепцию становления и развития идеологии и практики внутренней политики Консервативной партии Великобритании. Впервые в отечественной историографии проанализированы предвыборные стратегия и тактика консерваторов и их соперников, рассмотрены результаты выборов, показана постепенная переориентация партии на разные социальные группы при сохранении внимания к буржуазии и средним слоям. Рассмотрены логика и механизм принятия решений, вскрыто воздействие на партийное руководство групп давления — влиятельных социально-экономических группировок: аграриев (помещиков и фермеров), противников экономического, здравоохранительного и образовательного законодательства, торговли спиртными напитками, судо- и шахтовладельцев. Автор исследует идейно-философские взгляды лидеров Консервативной партии, сравнивая их с соответствующими воззрениями идеологов либерализма. Разработана периодизация развития консервативной партии, подробно охарактеризован каждый из этапов. Науменковым показано, что консерваторы смогли проявить должную гибкость и правильно оценить степень общественного недовольства, чтобы, сохраняя приверженность традиционным ценностям, начать «демократизацию торизма», создать рычаги влияния на избирателей из рабочей среды, используя социальные лозунги, обеспечить поддержку большинства населения.
Основные персоналиями, чье влияние на внутреннюю политики Великобритании было проанализировано О. А. Науменковым, были Эдвард Стэнли, граф Дерби; Роберт Гаскойн-Сесил, маркиз Солсбери; Бенджамин Дизраэли.
Рассматривая политику, проводимую Дерби, О. А. Науменков приходит к выводу о ее закономерности, о том, что оппозиция тори зачастую не имела вынужденного характера, а была проявлением тактики «мастерского бездействия».
Освещая жизнь и политическую деятельность маркиза Солсбери, исследователь анализирует основные направления внутренней политики кабинета, политическую жизнь Британии второй половины XIX в., эволюцию общественных настроений, приводит галерею портретов современников политика. О. А. Науменков характеризует политику Солсбери как сдерживание популистско-демократической волны после реформы 1884 г., недопущение установления популистско-демократического режима, подчеркивая тактический характер мер.
Характеризуя политику кабинета Дизраэли, исследователь рассматривает основные эпизоды жизни политика, рисует широкую историческую картину времени. В заслугу правительству Дизраэли ставится проведение ряда реформ в социальной сфере, необходимых британскому обществу, стремление подготовить торизм к сотрудничеству с рабочим движением.

## Основные работы
- Буржуазная историография раздела Африки // Вопросы истории. 1972. No5. С. 188—197. (соавт. Виноградов К. Б.)
- На службе британского колониализма (страницы политической биографии лорда солсбери) // ННИ. 1981. № 1-2. С. 125—136. (соавт. К. Б. Виноградов)
- Борьба партий и вторая парламентская реформа 1867 г. в Англии: Текст лекции. Уфа: БГУ, 1988. 45,[1] с.
- Из истории внутренней политики Консервативной партии Великобритании / Под ред. Я. В. Зайцева. Саратов: Изд-во Сарат. ун-та, 1989. 158,[2] с.
- Консерваторы и метаморфозы британской экономики // Великобритания: политика, экономика, история. М., 1995. (соавт. Е. С. Хесин)
- Очерки политической истории поздневикторианской Британии: Роберт Солсбери и его время. Уфа, 1996. 132 с.
- Социальная политика консервативного правительства Дизраэли (1874—1876 гг.) // Очерки политической истории Великобритании. Ростов н/Д, 1996. С. 35-46.
- Граф Дерби: у истоков концепции «Консервативного прогресса» // Викторианцы: столпы британской политики XIX века. Ростов: Ростовский гос. университет, 1996. С. 78-95.
- Бенжамин Дизраэли: от торийского патернализма к консервативному социал-реформизму // Викторианцы: столпы британской политики XIX века. Ростов н/Д: Ростовский гос. университет, 1996. С. 96-113.
- Из истории Консервативной партии Великобритании (1853—1865 годы): Учеб. пособие. Уфа: Башк. гос. ун-т, 1997. 139 с.
- Из истории Консервативной партии Великобритании (1846—1852 годы): Учеб. пособие. Уфа: Башк. ун-т, 2001. 66 с.
- Роберт Солсбери и его время: Викторианская Англия в лицах. СПб.: Нева, 2004. 364, [2] с.